# Зачёт встречных требований
Зачёт встречных требований (также просто зачёт) — в гражданском праве погашение одного обязательства посредством другого, встречного. Например, если А должен Б 50 рублей, а Б в свою очередь должен А 25 рублей, то долговое обязательство Б может быть использовано судом в зачёт части долга А, который после такого зачёта будет должен Б лишь 25 рублей.

## В римском праве
По определению Модестина, лат. debiti et crediti inter se contributio, то есть дебит и кредит взаимно погашаются. Несмотря на очевидность соображения о том, что отдельное взыскание по встречным обязательствам — это бесполезная трата времени и ресурсов, зачёт долгое время не допускался в Древнем Риме, и лишь во времена Марка Аврелия стал повсеместным. Римское право не требовало каких-либо действий сторон: само по себе наличие встречных обязательств прекращало их.

## Условия
В общем праве зачёт рассматривается как институт гражданского процесса, а не права, то есть это инструмент, применяемый судом в ходе гражданского разбирательства с участием обеих сторон.
Современное континентальное право допускает зачёт при условиях, обеспечивающих бесспорность требований и восходящих к нормам римского права:
1. обязательства должны быть однородны (например, денежные суммы или взаимозаменимые вещи — «гвозди против гвоздей» — с обеих сторон);
2. определение прав, вытекающих из обязательств, не должно требовать отдельного судебного разбирательства (обязательства должны иметь равный вес — например, исполнительный лист против исполнительного листа);
3. срок обязательств должен наступить;
4. обязательства должны быть встречными (сторонами должны быть одни и те же лица, зачёт обязательств третьей стороны недопустим).

Форма применения зачёта зависит от законодательства конкретной страны. Так, во Франции, как и в римском праве, взаимозачёт применяется автоматически. В РФ для зачёта необходимо заявление в суд одной из сторон.

## В СССР
В СССР зачёт являлся одним из способов безналичных расчётов между организациями и проводился через банк.

## В РФ
Зачёт в ГК РФ описан в трёх статьях:
- ст. 410 «Прекращение обязательства зачетом»;
- ст. 411 «Случаи недопустимости зачета»;
- ст. 412 «Зачет при уступке требования».

ГК не содержит требования об одинаковой бесспорности зачитываемых обязательств, но оно фактически применяется в судебной практике. Суды на практике, кроме того, принимают к зачёту «недолговые» обязательства (то есть, односторонние — например, обязательство оплаты полученного товара или возврата долга) лишь против недолговых, а «долговые» (где обязательства взаимны — например, обязательство банка по выдаче кредита) против долговых. В результате, долг банку невозможно взаимозачесть с открытой кредитной линией.